# Jun-Ichi Igusa
Jun-Ichi Igusa (井草 凖一, Igusa Jun’ichi, 30 de janeiro de 1924 – 24 de novembro de 2013) foi um matemático laponês, conhecido por seu trabalho sobre geometria algébrica e teoria dos números.
Foi palestrante convidado do Congresso Internacional de Matemáticos em Estocolmo (1962). Em 2012 foi eleito fellow da American Mathematical Society.

## Publicações
- Igusa, Jun-ichi (1972), Theta functions, ISBN 978-3-540-05699-7, Die Grundlehren der mathematischen Wissenschaften, 194, Berlin, New York: Springer-Verlag, MR 0325625
- Igusa, Jun-ichi (1978), Forms of higher degree (PDF), ISBN 978-0-387-08944-7, Tata Institute of Fundamental Research Lectures on Mathematics and Physics, 59, Bombay: Tata Institute of Fundamental Research, MR 546292
- Igusa, Jun-ichi (2000), An introduction to the theory of local zeta functions, ISBN 978-0-8218-2015-5, AMS/IP Studies in Advanced Mathematics, 14, Providence, R.I.: American Mathematical Society, MR 1743467